# Bruchidius
Bruchidius is een geslacht van kevers uit de familie bladkevers (Chrysomelidae). De wetenschappelijke naam van het geslacht werd in 1905 gepubliceerd door Friedrich Julius Schilsky.

## Soorten
Deze lijst van 290 stuks is mogelijk niet compleet.
- B. abyssinicus (Decelle, 1971)
- B. adouanas (Pic, 1929)
- B. albizziae (Arora, 1977)
- B. albolineatus (Blanchard, 1844)
- B. albopictus (Allard, 1883)
- B. albosparsus (Fåhraeus, 1839)
- B. alfierii (Pic, 1922)
- B. algiricus (Allard, 1883)
- B. amarae (Arora, 1980)
- B. anderssoni (Decelle, 1975)
- B. andrewesi (Pic, 1932)
- B. angolanus (Decelle, 1975)
- B. angustior (Pic, 1942)
- B. annulicornis (Allard, 1868)
- B. anobioides (Baudi, 1886)
- B. antennatus (Wollaston, 1864)
- B. anusurindrii (Hayden, 1892)
- B. arabicus (Decelle, 1979)
- B. arcuatipes (Decelle, 1977)
- B. armeniacus (Ter-Minassian, 1969)
- B. asiricus (Decelle, 1979)
- B. astragali (Boheman, 1829)
- B. atbasaricus (Lukjanovitsch & Ter-Minassian, 1954)
- B. atriceps (Pic, 1927)
- B. atrolineatus (Pic, 1921)
- B. auratopubens (Delobel, 2007)
- B. aureus (Arora, 1977)
- B. aurivillii (Blanc, 1889)
- B. bagdasarjani (Lukjanovitsch & Ter-Minassian, 1954)
- B. baharicus (Decelle, 1979)
- B. bangalorensis (Arora, 1980)
- B. baronii (Decelle, 1977)
- B. basifasciatus (Motschulsky, 1874)
- B. beauprei (Pic, 1905)
- B. bernardi (Delobel & Anton, 2004)
- B. biguttatus (Olivier, 1795)
- B. bimaculatus (Olivier, 1795)
- B. bituberculatus (Schilsky, 1905)
- B. blemeris (Arora, 1980)
- B. borboniae (Boheman, 1839)
- B. borowieci (Anton, 1989)
- B. brignolii (Zampetti, 1979)
- B. brincki (Decelle, 1975)
- B. brunnetashii (Arora, 1980)
- B. buettikeri (Decelle, 1979)
- B. bythinocerus (Reitter, 1890)
- B. cadei (Delobel, 2007)
- B. calabrensis (Blanchard, 1844)
- B. campylacanthae (Delobel, 2007)
- B. caninus (Kraatz, 1869)
- B. canus (Germar, 1824)
- B. cassiae (Arora, 1977)
- B. cavicollis (Motschulsky, 1874)
- B. cinerascens (Gyllenhaal, 1833)
- B. cinereovarius (Motschulsky, 1874)
- B. cingalicus (Decelle, 1975)
- B. cisti (Fabricius, 1775)
- B. clavatus (Motschulsky, 1874)
- B. clermonti (Pic, 1953)
- B. commodus (Motschulsky, 1874)
- B. compositus (Arora, 1977)
- B. comptus (Sharp, 1886)
- B. convexicollis (Lukjanovitsch & Ter-Minassian, 1957)
- B. coreanus (Chujo, 1937)
- B. costulatus (Pic, 1932)
- B. crassicornis (Lukjanovitsch & Ter-Minassian, 1957)
- B. cribicollis (Motschulsky, 1874)
- B. chinensis (Thunberg, 1816)
- B. chloriticus (Dalman, 1833)
- B. dahomeyensis (Pic, 1952)
- B. danilevskyi (Anton, 1999)
- B. decellei (Zampetti, 1981)
- B. decoratus (Fåhraeus, 1871)
- B. denticornis (Allard, 1868)
- B. descarpentriesi (Decelle, 1973)
- B. desmodei (Arora, 1980)
- B. despicatus (Lea, 1899)
- B. dilataticornis (Pic, 1928)
- B. dimorphous (Arora, 1977)
- B. discoidalis (Fåhraeus, 1839)
- B. dispar (Gyllenhaal, 1833)
- B. diversepygus (Pic, 1929)
- B. diversimembris (Pic, 1952)
- B. divisus (Motschulsky, 1874)
- B. djemensis (Decelle, 1971)
- B. dorsalis (Fåhraeus, 1839)
- B. dorsivalvia (Arora, 1980)
- B. elegans (Lablokov-khnzorian, 1959)
- B. elongaticornis (Pic, 1951)
- B. endotubercularis (Arora, 1980)
- B. eupatoricus (Arora, 1980)
- B. fallaciosus (Lablokov-khnzorian, 1959)
- B. fasciatus (Olivier, 1795)
- B. flapoparamerica (Arora, 1980)
- B. flavovirens (Arora, 1977)
- B. formosanus (Pic, 1913)
- B. foveolatus (Gyllenhaal, 1833)
- B. fulvicornis (Motschulsky, 1874)
- B. fulvipes (Roelofs, 1879)
- B. fulvus (Allard, 1883)
- B. gagliardi (Pic, 1933)
- B. ganglbaueri (Schilsky, 1905)
- B. gardneri (Pic, 1938)
- B. gilloni (Delobel, 2007)
- B. glycyrrhizae (Gyllenhaal, 1839)
- B. gombo (Peyerimhoff, 1915)
- B. gracilicollis (Chujo, 1937)
- B. graphicus (Fåhraeus, 1839)
- B. guanchorum (Decelle, 1975)
- B. halodendri (Gebler, 1827)
- B. hargreavesi (Pic, 1933)
- B. hiekei (Decelle, 1973)
- B. hildebrandti (Decelle, 1973)
- B. hoffmanni (Tempere, 1954)
- B. holosericeus (Schoenherr, 1832)
- B. horvathi (Hoffmann, 1964)
- B. imbricornis (Panzer, 1795)
- B. incaeruleus (Pic, 1924)
- B. incarnatus (Boheman, 1833)
- B. incipiens (Kolenati, 1858)
- B. inexpectus (Decelle, 1971)
- B. infectus (Motschulsky, 1874)
- B. inops (Motschulsky, 1874)
- B. ishwaensis (Decelle, 1958)
- B. ituriensis (Decelle, 1958)
- B. ivorensisi (Delobel, 2007)
- B. japonicus (Harold, 1878)
- B. jocosus (Gyllenhaal, 1833)
- B. kamtschaticus (Motschulsky, 1874)
- B. kashmirensis (Pic, 1844)
- B. kaszabi (Ter-Minassian, 1973)
- B. kiliwaensis (Decelle, 1960)
- B. konigi (Schilsky, 1906)
- B. krugeri (Decelle, 1970)
- B. kurdicus (Decelle, 1989)
- B. lamtoensis (Delobel, 2007)
- B. lanceolatus (Motschulsky, 1874)
- B. latior (Pic, 1932)
- B. lautus (Sharp, 1886)
- B. leprieuri (Jacquet, 1886)
- B. letourneuxi (Caillol, 1894)
- B. lichenicola (Wollaston, 1854)
- B. lindbergi (Hoffmann, 1961)
- B. lineatus (Allard, 1868)
- B. lineolatus (Arora, 1977)

- B. lividimanus (Gyllenhaal, 1833)
- B. loebli (Borowiec, 1985)
- B. longulus (Schilsky, 1905)
- B. lucifugus (Boheman, 1833)
- B. Lukjanovitschi (Ter-Minassian, 1969)
- B. luteopygus (Van tonder, 1985)
- B. lutescens (Blanchrd, 1844)
- B. mackenziei (Kingsolver, 1971)
- B. maculipygus (Champion, 1919)
- B. machadoi (Decelle, 1975)
- B. magriensis (Ter-Minassian, 1975)
- B. marginalis (Fabricius, 1776)
- B. martinezi (Allard, 1868)
- B. massaicus (Decelle, 1973)
- B. mathaii (Arora, 1980)
- B. maurus (Motschulsky, 1874)
- B. meibomica (Arora, 1980)
- B. melanocerus (Ter-Minassian, 1973)
- B. meleagrinus (Gene, 1839)
- B. mellyi (Pic, 1904)
- B. mendosus (Gyllenhaal, 1839)
- B. microminutus (Arora, 1980)
- B. mimosae (Arora, 1977)
- B. minutissimus (Motschulsky, 1858)
- B. minutus (Fabricius, 1801)
- B. modicus (Lea, 1899)
- B. monstrosicornis (Pic, 1904)
- B. montisustis (Van tonder, 1985)
- B. mordelloides (Baudi, 1886)
- B. mulsanti (Brisout, 1863)
- B. multilineolatus (Arora, 1977)
- B. multiplicatus (Pic, 1928)
- B. mulunguenis (Decelle, 1951)
- B. murinus (Boheman, 1829)
- B. mussooriensis (Arora, 1980)
- B. myobromae (Motschulsky, 1874)
- B. nalandus (Pic, 1927)
- B. nangalensis (Arora, 1980)
- B. nanus (Germar, 1824)
- B. nigricans (Arora, 1977)
- B. nigricornis (Fabricius, 1801)
- B. nilue (Vazirani, 1975)
- B. niokolobaensis (Decelle, 1969)
- B. nodieri (Pic, 1943)
- B. nongoniermai (Delobel, 2007)
- B. notatus (Chujo, 1973)
- B. nudus (Allard, 1868)
- B. obscuripes (Gyllenhaal, 1839)
- B. obscurus (Arora, 1977)
- B. ocananus (Pic, 1947)
- B. ocularis (Pic, 1932)
- B. olivaceus (Germar, 1824)
- B. orchesioides (Hayden, 1892)
- B. orientale (Arora, 1980)
- B. orissiensis (Arora, 1980)
- B. osellai (Zampetti, 1978)
- B. pallidulus (Reitter, 1895)
- B. parumpunctatus (Baudi, 1886)
- B. pauper (Boheman, 1829)
- B. pennatae (Delobel, 2007)
- B. peregii (Hajoss, 1938)
- B. petechialis (Gyllenhaal, 1833)
- B. picipes (Germar, 1824)
- B. pilosus (Boheman, 1829)
- B. plagiatus (Reiche & Saulcy, 1857)
- B. poecilus (Germar, 1824)
- B. popovi (Ter-Minassian, 1975)
- B. poupillieri (Allard, 1868)
- B. prolongatus (Lukjanovitsch & Ter-Minassian, 1954)
- B. ptilinoides (Fåhraeus, 1839)
- B. pubicornis (Lukjanovitsch & Ter-Minassian, 1957)
- B. punctopygus (Pic, 1942)
- B. punctoterminalis (Arora, 1980)
- B. pusillus (Germar, 1824)
- B. pygidiopictus (Delobel, 2007)
- B. pygmaeus (Boheman, 1839)
- B. pygomaculatus (Arora, 1977)
- B. quinqueguttatus (Olivier, 1795)
- B. rabinovitchi (Pic, 1939)
- B. raddianae (Anton & Delobel, 2003)
- B. reichardti (Lukjanovitsch & Ter-Minassian, 1954)
- B. reitteri (Schilsky, 1906)
- B. richteri (Lukjanovitsch & Ter-Minassian, 1954)
- B. robustus (Lukjanovitsch & Ter-Minassian, 1957)
- B. rodingeri (Pic, 1947)
- B. royi (Decelle, 1969)
- B. rufisura (Allard, 1883)
- B. rufiventris (Allard, 1895)
- B. sahelicus (Decelle, 1979)
- B. sahlbergi (Schilsky, 1905)
- B. sandali (Pic, 1932)
- B. saudicus (Decelle, 1979)
- B. saundersi (Jekel, 1855)
- B. savitskyi (Anton, 1999)
- B. scutulatus (Baudi, 1890)
- B. schilskyi (Arora, 1977)
- B. schoutedeni (Pic, 1924)
- B. seminarius (Linnaeus, 1767)
- B. senegalensis (Pic, 1912)
- B. sericatus (Germar, 1824)
- B. serraticornis (Fabricius, 1775)
- B. sieberianae (Delobel, 2007)
- B. siliquastri (Delobel, 2007)
- B. sivasensis (Zampetti, 1984)
- B. siwalikus (Arora, 1980)
- B. solanensis (Arora, 1977)
- B. spadiceus (Fåhraeus, 1839)
- B. spathopus (Iablokov-khnzoryan, 1959)
- B. strictus (Iablokov-khnzoryan, 1974)
- B. submaculatus (Fåhraeus, 1839)
- B. subnubilus (Pic, 1942)
- B. sugonjaevi (Ter-Minassian, 1975)
- B. summotus (Delobel, 2007)
- B. suratus (Motschulsky, 1874)
- B. talyshensis (Ter-Minassian, 1969)
- B. taorminensis (Blanchard, 1844)
- B. tephrosiae (Arora, 1977)
- B. terrenus (Sharp, 1886)
- B. tibialis (Boheman, 1829)
- B. titschacki (Pic, 1947)
- B. tragacanthae (Oliver, 1795)
- B. trifasciatus (Motschulsky, 1866)
- B. trifolii (Motschulsky, 1874)
- B. tuberculatus (Hochhut, 1847)
- B. tuberculicauda (Lukjanovitsch & Ter-Minassian, 1954)
- B. tuberculiferus (Caillol, 1894)
- B. turkmenicus (Anton, 1996)
- B. uberatus (Fåhraeus, 1839)
- B. umbellatarum (Fabricius, 1787)
- B. unicolor (Olivier, 1795)
- B. urbanus (Sharp, 1885)
- B. variegata (Arora, 1980)
- B. varipes (Boheman, 1839)
- B. varipictus (Motschulsky, 1874)
- B. varius (Olivier, 1795)
- B. vestitialis (Anton, 1996)
- B. villosus (Fabricius, 1792)
- B. virescens (Boheman, 1839)
- B. virgatoides (Lukjanovitsch & Ter-Minassian, 1957)
- B. virgatus (Fåhraeus, 1839)
- B. vulgaris (Arora, 1977)
- B. wittmeri (Decelle, 1977)
- B. wollastoni (Decelle, 1975)
- B. wuermlii (Decelle, 1977)
- B. zacheri (Pic, 1933)